# Vörös Zsuzsanna
Vörös Zsuzsanna (Székesfehérvár, 1977. május 4. –) olimpiai bajnok öttusázó. Az Alba Volán SC versenyzője, majd a szakosztály igazgatója.

## Sportpályafutása

### 1989–2000
1989-ben kezdett el sportolni úszóként, majd 1991-től öttusázóként. 1992-ben már felnőtt háromtusa egyéni bajnok lett, de utánpótlás évei során begyűjtötte az ifi és junior egyéni bajnoki címeket is.
1994-ben már felnőtt világ kupa versenyen szerepelhetett. A toledói junior vb-n a lovaglás során bukott és így feladta a versenyt. Szeptemberben a felnőtt csb-n harmadik helyezést szerzett. Októberben az ifi négytusa vb-n harmadik lett csapatban és 10. egyéniben.
A következő évben öttusa felnőtt csapat és junior valamint négytusa magyar bajnok lett. A csehországi junior vb-n egyéni 9., csapat 4. és váltó 6. helyezést szerzett. Az ifi négytusa vb-n egyéniben 6., csapatban harmadik helyen végzett. Ugyanebben a versenyszámban az ifi négytusa Eb-n első és második, váltóban 4. helyen végzett.
Az 1996-os évben bajnok lett váltóban. A felnőtt bajnokságon egyéniben negyedik, csapatban 2. helyen zárt. Ebben az évben indulhatott első alkalommal felnőtt világversenyen. A sienai vb-n a döntőbe beverekedte magát, de ott az utolsó, 32. helyen végzett. Csapatban 5. lett. Kalmarban, a junior vb-n váltóban arany-, csapatban ezüstérmet nyert, egyéniben 14. lett.
1997-ben a magyar bajnokságokon mindent megnyert. Első lett a felnőtt és junior egyéni- valamint csapatversenyben és a felnőtt váltóban is. A sikereit nemzetközi szinten is folytatta junior világbajnoki címekkel egyéniben és váltóban, harmadik hellyel csapatban, és junior Eb győzelemmel egyéniben. A felnőtt vb-n 10. helyen végzett, a moszkvai Eb-ről váltó bronzzal és egyéni 18. helyezéssel térhetett haza. Az év végén elnyerte az év öttusázója címet is.
A következő évadban 19 ponttal lemaradt az egyéni magyar bajnoki címről, de csapatban és váltóban arannyal kárpótolta magát. Az Eb-n egyéniben a kilencedik, a junioroknál második helyen végzett. A vb-n második lett egyéniben, harmadik csapatban. A junior korosztályban váltóban aranyérmet, csapatban ezüstérmet nyert. A szezon végén ismét őt jelölték a legjobb magyar öttusázónőnek.
1999 februárjában váltó ob ezüsttel nyitotta a szezont. Tavasszal részt vett több világkupa versenyen, ahol 7., kétszer 3. helyezett volt. A tamperei Eb-n egyéniben és váltóban negyedik helyen végzett, csapatban ötödik lett. A júliusi budapesti vb-n a magyar öttusa első női világbajnoki aranyát szerezte. Ezért az eredményért egyben olimpiai kvótát is kapott. Csapatban és váltóban ötödik és hatodik helyezést szerzett. Szeptemberben, Sydneyben a vk-döntőn 12. lett. A szezont az ob-n begyűjtött csapat arannyal és egyéni ezüsttel zárta. Decemberben újra a legjobb öttusázó nő lett és az év női sportolója választáson Kovács Ágnes mögött másodikként végzett.
Az olimpia évében újabb magyar bajnoki címeket gyűjtött be egyéniben és váltóban. A világbajnokságon a váltóban győzött, csapatban 4., egyéniben a rossz lovagló eredménye miatt csak a 18. helyig jutott. Két héttel később, a székesfehérvári Európa-bajnokságon már sokkal jobb formában szerepelt. Minden versenyszámban a legjobbak között végzett, így egyéniben valamint Simóka Beával és Füri Csillával együtt csapatban is bajnok lett.
Sydneyben, az olimpián 173 körrel (1012 pont), közepes eredménnyel kezdett lövészetben. Ezzel a 15. helyen állt. Vívásban sem tudott javítani. A 24-es mezőnyben 11 győzelmet, 800 pontot szerzett. Két szám után a 17. volt. Legbiztosabb tusájában, az úszásban biztosan hozta magát az első helyre (1242 pont). Összesítésben a 7. helyig kapaszkodott fel. Lovaglásban sokáig gond nélkül és csak egy verőhibával teljesítette a pályát, de lova a hármas akadálynál többször ellenszegült, így 830. ponttal fejezte be a számot. Futásban önmagához mérten jól teljesített, de ez az olimpiai 15. helyhez volt elég. Az olimpia után negyedik alkalommal kapta meg az év női öttusázója címet. A legjobb sportolók szavazásán az ötödik lett a női mezőnyben.

### 2001–2004
2001-ben mind a három versenyszám magyar bajnoki címet megnyerte. A tavaszi vk-versenyeken Székesfehérváron érte el a legjobb eredményt, ahol 5. lett. A szófiai Eb előtt egy lovasbaleset miatti sérülés hátráltatta a felkészülését, majd közvetlenül a verseny előtt gyomorfertőzést is kapott. A kontinens bajnokságán a rossz lövő és vívó eredményeit már nem tudta kompenzálni a többi versenyszámban, így 12. lett. Csapatban a 6. helyen zárt. A váltóban a magyar csapat megnyerte a vívást, az úszást és a lovaglást. A futásban pedig a riválisokat legyőzve sikerült a bajnoki címet elhódítania a Vörös, Füri Csilla, Simóka Nóra csapatnak
Az angliai világbajnokságon a váltóban a gyenge lövészet után vívásban és úszásban felkapaszkodott az élbolyhoz a magyar csapat, de a lovaglásban nem szerzett pontot, így végül a 13. helyen zártak. A hagyományos verseny selejtezőjéből nem tudta magát kvalifikálni a teljes csapat, így csak egyéniben volt érdekelt, amelyben a 10. helyen végzett.
Vörös jól kezdte a 2002-es évet. Megnyerte a párizsi nemzetközi és a fehérvári világkupa-versenyt. A májusi országos bajnokságon kiegyensúlyozott versenyzéssel szerezte meg az egyéni valamint a csapat bajnoki címeket. Az Európa-bajnokságon rossz lovaglásának köszönhetően a 21. lett egyéniben. Csapatban a negyedik, váltóban hatodik helyezést szerzett. A San Franciscó-i vb-n jól kezdett lövészetben, közepesen teljesített vívásban, majd önmagához mérten visszafogottan úszott, de a lovaglásban hibátlanul szerepelt. A futásnak harmadik helyről vágott neki, majd a körhátránnyal induló Füri segítségével a második helyet is megszerezte a világbajnok Simóka Bea mögött. A kettős győzelem egyúttal a csapat elsőséget is bebiztosította. A váltóban a Vörös, Simóka Bea, Máthé Vivien összeállítású csapat a harmadik helyet szerezte meg. Az augusztusi, budapesti vk-döntőn ismét bronzérmes lett.
2003-ban a magyar bajnokságokon ezúttal csak a váltóban szerzett aranyat. A hagyományos versenyszámokban a második helyen végzett. A tavaszi versenyeken Kairóban és Lisszabonban győzött, a vk-versenyek közül Székesfehérváron második, Mostban hatodik lett.
Az olaszországi világbajnokságon váltóban remekül szerepelt a magyar csapat, amely a futásnak első helyről vághatott neki. Vörös egy kanyarban bukott ugyan, de ennek ellenére elsőként váltotta Simóka Beát, majd Füri Csilla világbajnokként hozta célba a magyar csapatot. Egyéniben a jó lövészet és a vívás után legjobb versenyszámában, az úszásban élete legjobbját négy másodperccel megjavította. Lovaglásban minimális hátrányt szedett össze és a futásnak az elsőhöz képest 4 másodperces hátránnyal vághatott neki. Az első kör végéig felzárkózott riválisaira, majd olyan iramot diktált, hogy leszakította őket, így a célnál már nem lehetett kérdéses az újabb világbajnoki címe. Győzelmével kvalifikálta magát az athéni olimpiára. Csapatban Simóka Beával és Füri Csillával harmadik helyezést szerzett.
Az augusztusi csehországi Eb-n az egyéni verseny első két száma után a 10. helyen állt, majd megnyerte az úszást és a lovaglást is. A futásnak az első helyről indulhatott. De a szám specialistáját Georgina Harlandot nem tudta tartani, így második lett. Csapatban a vb-győztes összeállítású válogatott az Európa-bajnokságot is megnyerte. Váltóban a csapat megnyerte a vívást és az úszást is, lovaglásban a második, lövészetben a harmadik helyen végzett. Az egész napos jó szereplésnek köszönhetően a futásban 45 másodperces előnnyel indulhatott a magyar csapat. Ennek tudatában egy közepes futó eredmény is elegendő lett az újabb bajnoki címhez.
Októberben a légfegyveres ob-n is elindult, ahol légpisztolyban 14. helyen végzett. A decemberi athéni vk-döntőn a kilencedik helyen zárt. Az év végén ismét megkapta az év női öttusázója címet és az év sportolónője szavazáson Kovács Katalin mögött a második helyen végzett.
2004-ben a két hagyományos versenyszám magyar bajnoki címét gyűjtötte be, váltóban a dobogó második fokáig jutott. A vk-versenyeken Mexikóban és Budapesten második, Brazíliában 11. helyezett lett. A lisszaboni nemzetközi versenyt megnyerte, Bathban második helyen végzett. A légpisztolyos ob-n a 13. helyet szerezte meg.
A moszkvai világbajnokságon lövészetben és vívásban alig maradt el az élmezőnytől. Úszásban a várakozásnak megfelelően jól szerepelt, egyéni csúcsával a második legjobb időt érte el. Összesítésben három szám után az első helyen állt, amit tovább erősített hibátlan lovaglásával. A futásnak 11 másodperces előnnyel indulhatott és a táv során esélyt sem adott üldözőinek a felzárkózásra, így megvédte világbajnoki címét. Csapatban és a váltóban egyaránt az ötödik helyen zárt.
Az athéni olimpián 182 körös lövészettel kezdett és a harmadik helyről várhatta a folytatást. Vívásban 19 győzelmet szerzett 12 vereség mellé, ami a versenyszámban 5. összesítésben az első helyet jelentette. Az úszásban szerzett negyedik helyével tovább erősítette vezető helyét. Előnye 124 pontra nőtt. Lovaglásban két akadályon hibázott, de közvetlen üldözőinél jobb eredményt ért el. Futásban 41 másodperces előnnyel indulhatott, amely bőségesen elegendő volt ahhoz, hogy biztosan nyerje meg az olimpiai bajnokságot. A verseny után megkapta a Magyar Köztársasági Érdemrend tisztikeresztje kitüntetést és Székesfehérvár díszpolgára lett.
A szeptemberi darmstadti vk-döntőn harmadik lett, majd a bulgáriai Európa-bajnokságon csak váltóban indult és ezüstérmet szerzett. Az év végén immár hatodik alkalommal lett a legjobb magyar öttusázónő, a sportolónők között a negyedik legtöbb szavazatot kapta.

### 2005–2008
A következő évben mind a három versenyszám hazai bajnoki címét megnyerte. A világkupában Székesfehérváron 12., Párizsban első lett. Bonnban a német nyílt bajnokságon lovával bukott és agyrázkódást szenvedett. Az olaszországi Eb-n három szám után vezetett, de lovaglásban ismét bukott és visszaesett, majd a futás során nem tudott versenyben lenni ellenfeleivel, így a hetedik helyen zárt, csapatban hatodik, váltóban második lett.
A varsói világbajnokságon a technikai számokban szerzett hátrányát ledolgozta úszásban és lovaglásban, így a futásnak a második helyről indulhatott. A verseny az utolsó pár száz méteren dőlt el Vörös, az olasz Claudia Corsini és az orosz Jelena Rublevszka között. A magyar versenyzőnek ezúttal az ezüstérem jutott és ugyanezt a helyezést érte el a csapatversenyben is, váltóban negyedik lett. Augusztusban az uppsalai vk-döntőn minden számban jó teljesítményt nyújtva megnyerte a versenyt. A Nemzetközi Öttusa Szövetség által kiadott éves világranglistán első helyen végzett. Magyarországon ismét a legjobb öttusázónőnek és ezúttal a legjobb sportolónőnek választották.
2006-ban az egyéni ob-n és a váltóban a második helyen végzett, csapatban bajnok lett. A világ kupa-versenyek közül Székesfehérváron és Moszkvában állhatott a dobogó második fokára, Mexikóban 7. lett. A budapesti Eb egyéni versenyében bajnok lett az azonos pontszámmal végzett fehérorosz Szamuszevics előtt. A válogatott nem tudott teljes csapattal indulni, így a hatodik helyen végzett ebben a számban, váltóban pedig negyedik lett. A szeptemberi vk-döntőn huszonnegyedikként végzett. A guatemalai vb-n egyéniben a 10. helyig jutott, csapatban bronzérmes, váltóban 5. lett. Az év végén újra a legjobb öttusázónő lett, az év sportolónője szavazáson negyedik helyen végzett
A 2007-es vk-versenyek közül megnyerte a székesfehérvárit, Olaszországban 5. lett, míg Egyiptomban és Angliában nem végzett az élmezőnyben. A rigai Európa-bajnokságon remek lövészet után felejthető vívással kezdett, majd úszásban feltornázta magát az összetett második helyére. A lovaglásban tovább csökkentette hátrányát, de a futás során nem tudta tartani üldözőit, így az ötödik helyen érkezett be a célba, ami olimpiai kvótát jelentett a számára. Csapatban hatodik, váltóban harmadik helyen végzett. Júniusban, a római vk-viadalon 5. helyen fejezte be a versenyt, majd az ob-n szerzett egyéni bronz- és csapat aranyérmet.
A berlini vb-n a selejtezőből nem tudta magát kvalifikálni a teljes magyar csapat a döntőbe. A döntőben nem sikerült jól a lövészete, csak 175 körig jutott és a 23. helyen állt a szám után. Vívásban sikerült javítania. Tizenhárom vereség mellé 22 győzelmet szerzett és a nyolcadik helyre kapaszkodott fel, az úszás után pedig már 5. volt. Lovaglásban négy akadályt rontott, így visszacsúszott, amit futásban sem tudott javítani, így 14. lett. A csapatot a 7. helyre rangsorolták, a váltóban negyedik lett.
A szeptemberi pekingi vk-döntőn nem sikerült jól a szereplése, 18. lett. Az év végén kilencedik alkalommal lett az év öttusázónője.
A 2008-as vk-versenyeken Millfieldben negyedik lett. Madridban bár az első három szám után az élen állt, de egy gyenge lovaglás után visszaesett és végül a 25. lett, majd megnyerte a párizsi nemzetközi versenyt.
A budapesti világbajnokságon már a selejtezőben is gondjai akadtak, de végül beverekedte magát a fináléba. A döntőben közepesen kezdett a lövészetben és helyzetén a vívásban sem tudott javítani. Az úszásban -ahogy ez várható volt- javított és a nyolcadik helyen állt, de lovaglásban, hat rontással jelentősen visszaesett. Helyezésén futásban sem tudott javítani és végül a 17. helyen zárt. Csapatban Gyenesei Leilával és Tóth Adriennel harmadik lett. A vb-t követő országos bajnokságon két elsőséggel gyarapította éremgyűjteményét.
Júliusban, a moszkvai Eb-n négy szám után a negyedik helyen állt, de futásban elmaradt riválisaitól és 11. helyen végzett. Csapatban negyedik helyezett lett. Váltóban Gyeneseivel és Máthé Viviennel második lett.
A pekingi olimpián 182 körös lövészettel kezdte a versenyt, amely a 12. helyre volt elegendő. vívásban 15 győzelemmel és 20 vereséggel zárt, amivel visszaesett a 23. helyre. Úszásban jól teljesített, ezzel négy hellyel jutott előrébb. A lovaglásban négy verőhibát vétett és futásban sem tudott javítani, így a 20. helyen végzett. Novemberben lovasbaleset érte. Eltört az ujja, melyet műteni is kellett, és belsősérülést is szenvedett, amely után csak 2009. január végén kezdhette meg az edzéseket.

### 2009–2010
2009-ben az első komolyabb versenye a májusi fehérvári vk-viadal volt, ahol 9. helyezett lett. A lipcsei Eb-n 17. helyen zárt, csapatban bronzérmes lett. A vb-n jól kezdett, de végeredményben a 22. helyen zárt, csapatban Gyeneseivel és Kovács Saroltával bronzérmes lett. 2010 júniusában bejelentette, hogy befejezi sportolói pályafutását.

## Sportvezetőként
Sportolói pályafutása után az Alba Volán öttusa edzője lett. 2012 áprilisában a MOB sportolói bizottságának tagja lett. 2012 novemberében az Alba Volán SC öttusa szakosztályának igazgatója lett. 2013-ban a Magyar Öttusa Szövetség alelnökének, 2016-ban általános alelnökének választották.

## Díjai, elismerései
- Az év magyar öttusázója (1997, 1998, 1999, 2000, 2003, 2004, 2005, 2006, 2007)
- A Magyar Köztársasági Érdemrend tisztikeresztje (2004)
- Székesfehérvár díszpolgára (2004)
- Az év magyar sportolónője (2005)
- A Nemzetközi Öttusa Szövetség diplomája (2011)
- Az öttusa Hírességek Csarnokának tagja (2016)[40]
- A Magyar Érdemrend középkeresztje (2021)[41]
- Prima díj (2022)